# 山崎貝塚 (千葉県)
座標: 北緯35度55分19.7秒 東経139度53分38.6秒 / 北緯35.922139度 東経139.894056度

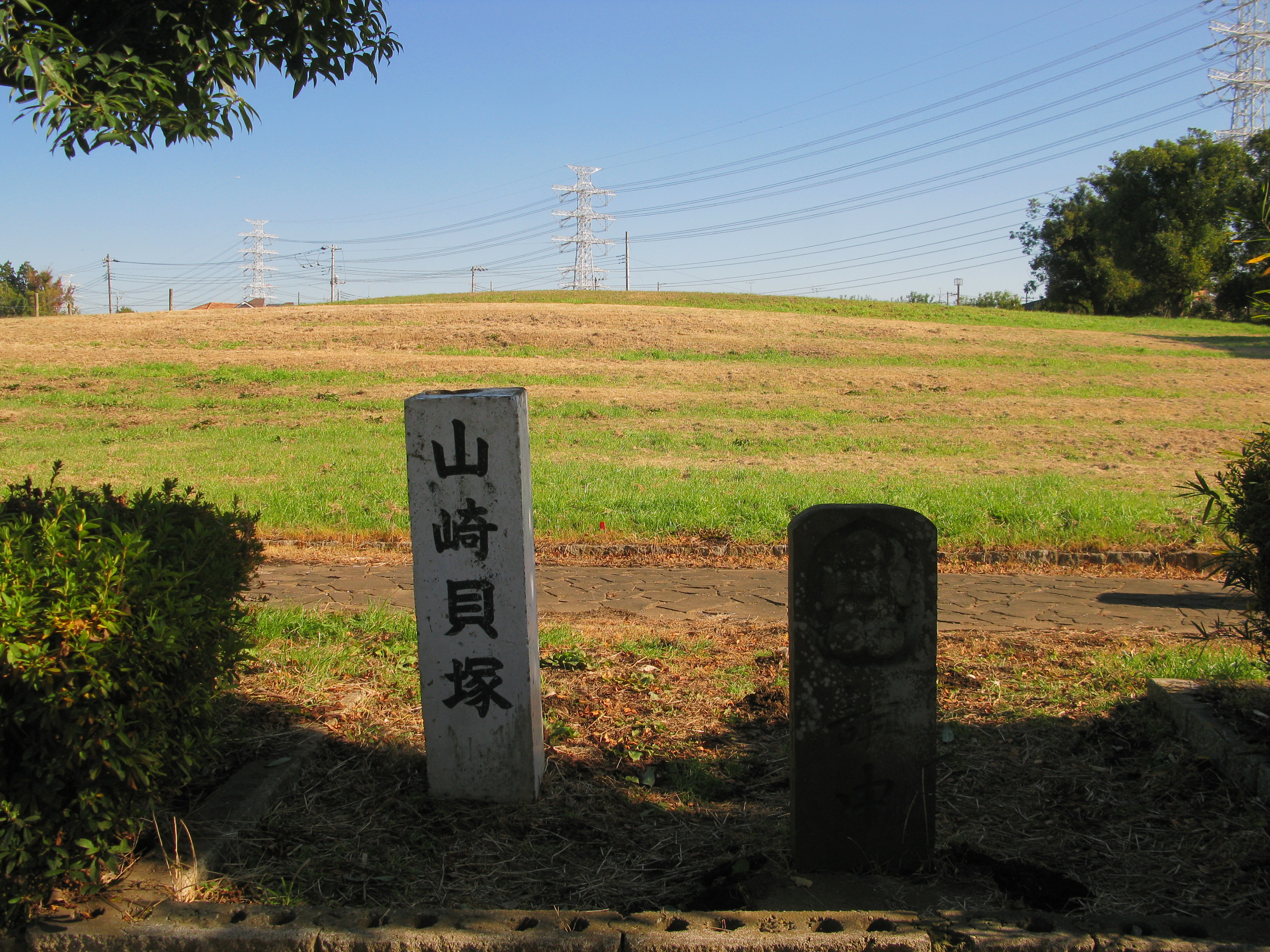
山崎貝塚（2011年12月）

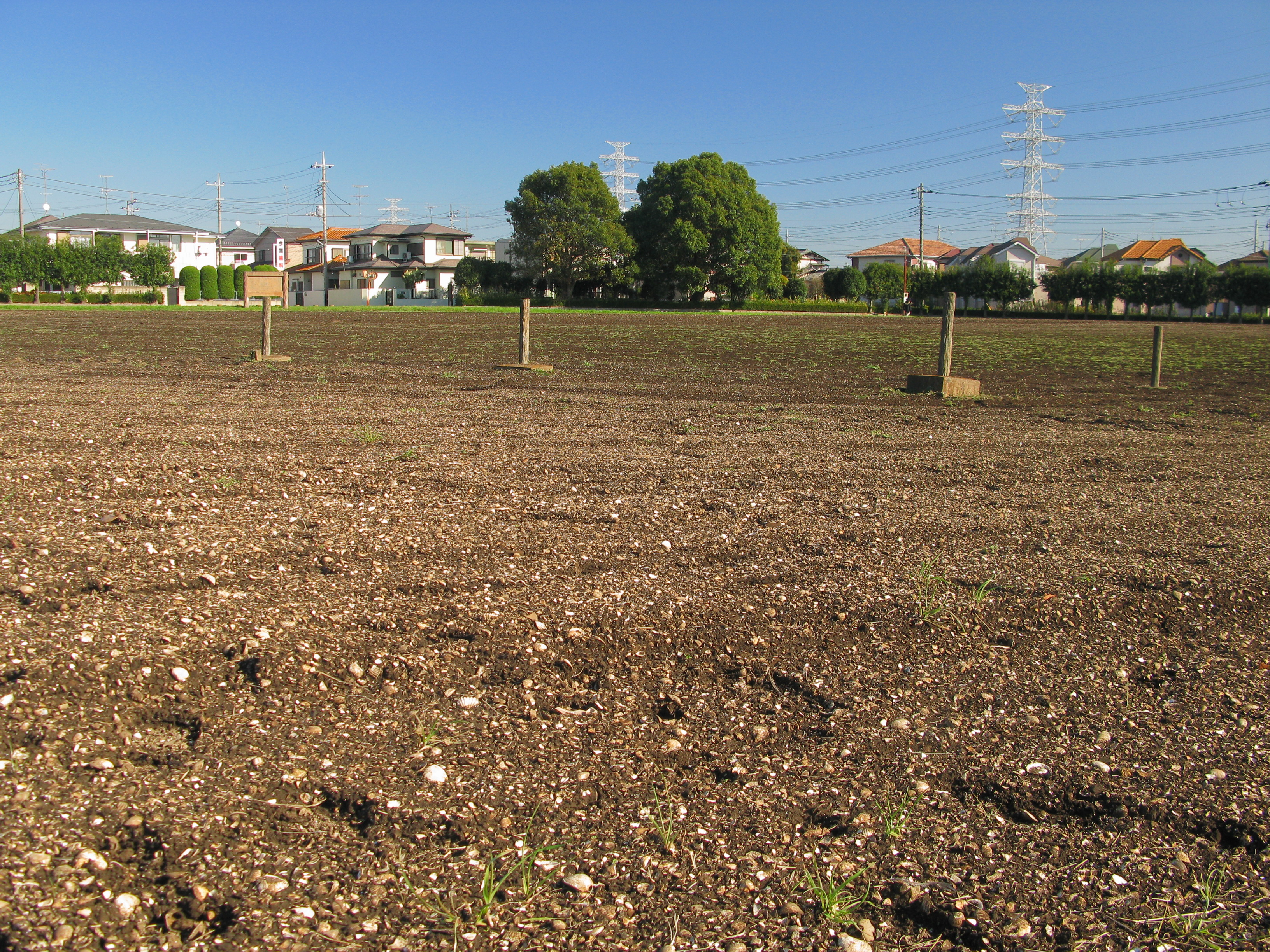
山崎貝塚の貝殻

山崎貝塚（やまざきかいづか）は、千葉県野田市山崎貝塚町にある、縄文時代中期から晩期にかけての馬蹄型貝塚である。国の史跡に指定されている。

## 概要
野田市の市街地の南郊、利根川と江戸川にはさまれた南北に長狭な、通称「野田丘陵」に立地する。現在の海岸線から約26キロメートル内陸に位置し、台地を開析して南西方向から入りこむ小規模な谷の谷頭にあたる箇所にあり、およそ30メートル幅でベルト状に隆起してめぐり、全体では径約150メートルにおよぶ。ベルト状の隆起は谷側とその反対側で口が開き、半円弧が向き合うような形で分布する。
1892年（明治25年）に、若林勝邦（東京帝国大学助手）が、学会に初めて報告した。
1927年（昭和2年）に、東京人類学会が発掘調査をおこない、アサリおよびハマグリ（海水で生育）の貝層と、ヤマトシジミ（海水と淡水が混ざる地で生育）の貝層が近接し、各貝層にある土器の種類に違いがあることを確認した。これにより、この地域にも、かつて海水が浸入した時期があり、徐々に海面が下がって現在の地形になったことが証明された。
1960年（昭和35年）5月以降、縄文人骨が出土している。
22軒の竪穴建物跡が検出されており、遺跡性格としては貝塚をともなう集落跡と判断できる。縄文時代中期中葉から後期のほぼ全期間および晩期前葉にいたる各型式の土器が出土しており、このことは、長期にわたって安定した集落の営まれていたことを示している。
1976年（昭和51年）12月23日に、国の史跡に指定され、1995年（平成7年）1月30日には、追加指定がなされて史跡の範囲が拡大した。

## 所在地およびアクセス
- 千葉県野田市山崎貝塚町26-4ほか   
  - 東武野田線（東武アーバンパークライン）梅郷駅から徒歩25分